# Cochranella
Cochranella és un gènere de granotes de la família Centrolenidae que viu a l'àrea compresa entre Nicaragua, la Guaiana Francesa, Surinam, l'Equador, el Perú, Bolívia i l'Amazònia brasilera.

## Taxonomia
- Cochranella adenocheira
- Cochranella adiazeta
- Cochranella albomaculata
- Cochranella amelie
- Cochranella ametarsia
- Cochranella antisthenesi
- Cochranella balionota
- Cochranella castroviejoi
- Cochranella croceopodes
- Cochranella daidalea
- Cochranella duidaeana
- Cochranella erminea
- Cochranella euhystrix
- Cochranella euknemos
- Cochranella flavopunctata
- Cochranella geijskesi
- Cochranella granulosa
- Cochranella helenae
- Cochranella mache
- Cochranella megistra
- Cochranella midas
- Cochranella nola
- Cochranella ocellata
- Cochranella ocellifera
- Cochranella orejuela
- Cochranella oyampiensis
- Cochranella phryxa
- Cochranella puyoensis
- Cochranella punctulata
- Cochranella pulverata
- Cochranella ramirezi
- Cochranella resplendens
- Cochranella revocata
- Cochranella riveroi
- Cochranella savagei
- Cochranella saxiscandens
- Cochranella solitaria
- Cochranella spiculata
- Cochranella spinosa
- Cochranella susatamai
- Cochranella tangarana
- Cochranella vozmedianoi
- Cochranella xanthocheridia